# Politologický časopis
Politologický časopis je český recenzovaný politologický časopis. Vydává jej od roku 1994 Mezinárodní politologický ústav Masarykovy univerzity v Brně (do 1996 MPÚ Právnické fakulty Masarykovy univerzity). Navazuje na nepravidelně vydávaný Politologický sborník (1. číslo pod názvem Sborník MPÚ), který vycházel od 1991 a v polovině roku 1994 se přeměnil na čtvrtletně vydávaný Politologický časopis. V čele časopisu je Redakční rada v letech 1994-98 i Redakční kruh a dnes Redakční okruh.

## Redakční rada
- Pavel Barša,
- Ondřej Císař 2003- , výkonný redaktor 2003-
- Petr Fiala 1964-
- Vít Hloušek šéfredaktor
- Miloslav Hruška 1994-98
- Petr Kaniok (výkonný redaktor),
- Vladimír Klokočka 1994-2004, předseda 1994-98
- Zdeněk Koudelka 1994-2003
- Zdeněk Kříž 1997-2002
- Michal Kubát
- Pavel Marek
- Miroslav Mareš
- Miroslav Novák
- Markéta Pitrová
- Mojmír Povolný 1994-dosud
- Maxmilián Strmiska 1995-
- Vojtěch Šimíček 1994-dosud, odpovědný redaktor 1994-98, šéfredaktor 1999-2003

## Redakční kruh
- Vladimír Čermák 1994-98
- Ivan Gaďourek 1994-98
- Zdeněk Kessler 1994-98
- Jiří Kroupa 1994-98
- Ladislav Křížkovský 1994-98
- Rudolf Kučera 1994-98
- Jiří Malenovský 1995-98
- František Mezihorák 1994-98
- Jiří Nehněvajsa 1994-96

## Redakční okruh
- László Bruszt, European University Institute
- Břetislav Dančák, Masarykova univerzita
- Dejan Djokič, University of Nottingham
- Petr Fiala, Masarykova univerzita
- Tomáš Kostelecký, Akademie věd České republiky
- Jacques Rupnik, CERI - Sciences Politiques
- Klaus Schubert, Universitat Munster
- Sidney Tarrow, Cornell University